# Eriborus eariasi
Eriborus eariasi är en stekelart som först beskrevs av Jinhaku Sonan 1939.  Eriborus eariasi ingår i släktet Eriborus och familjen brokparasitsteklar. Inga underarter finns listade i Catalogue of Life.